# Zorilispe fulvisparsa
Zorilispe fulvisparsa là một loài bọ cánh cứng trong họ Cerambycidae.